# Lado Leskovar
Vladimir "Lado" Leskovar (Ljubljana, 23 maart 1942) is een voormalig Sloveens zanger.

## Biografie
Leskovar begon zijn muzikale carrière in de vroege jaren zestig. In 1967 nam hij deel aan Jugovizija, de Joegoslavische preselectie voor het Eurovisiesongfestival. Met het nummer Vse rože sveta won hij de nationale finale, waardoor hij Joegoslavië mocht vertegenwoordigen op het Eurovisiesongfestival 1967, in de Oostenrijkse hoofdstad Wenen. Daar eindigde hij op de achtste plaats. Na enkele jaren vruchteloos te hebben geprobeerd zijn carrière verder uit te bouwen, ging hij aan de slag bij Radiotelevizija Slovenija. In 1998 werd hij UNICEF-ambassadeur.

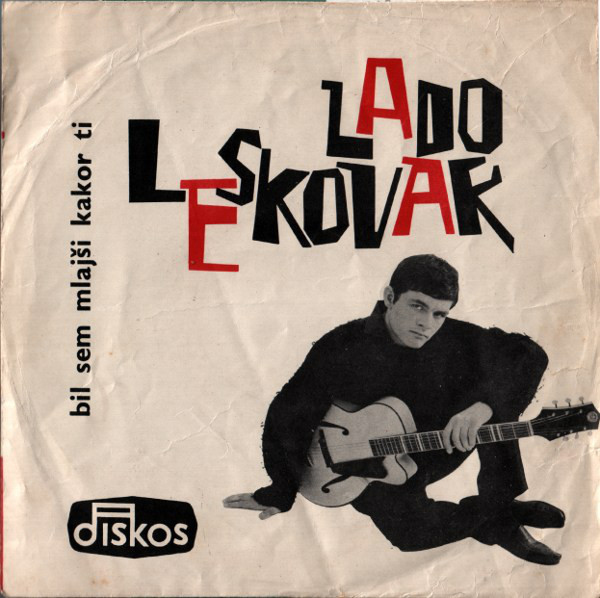
Bil sem mlajši kakor ti (1963)
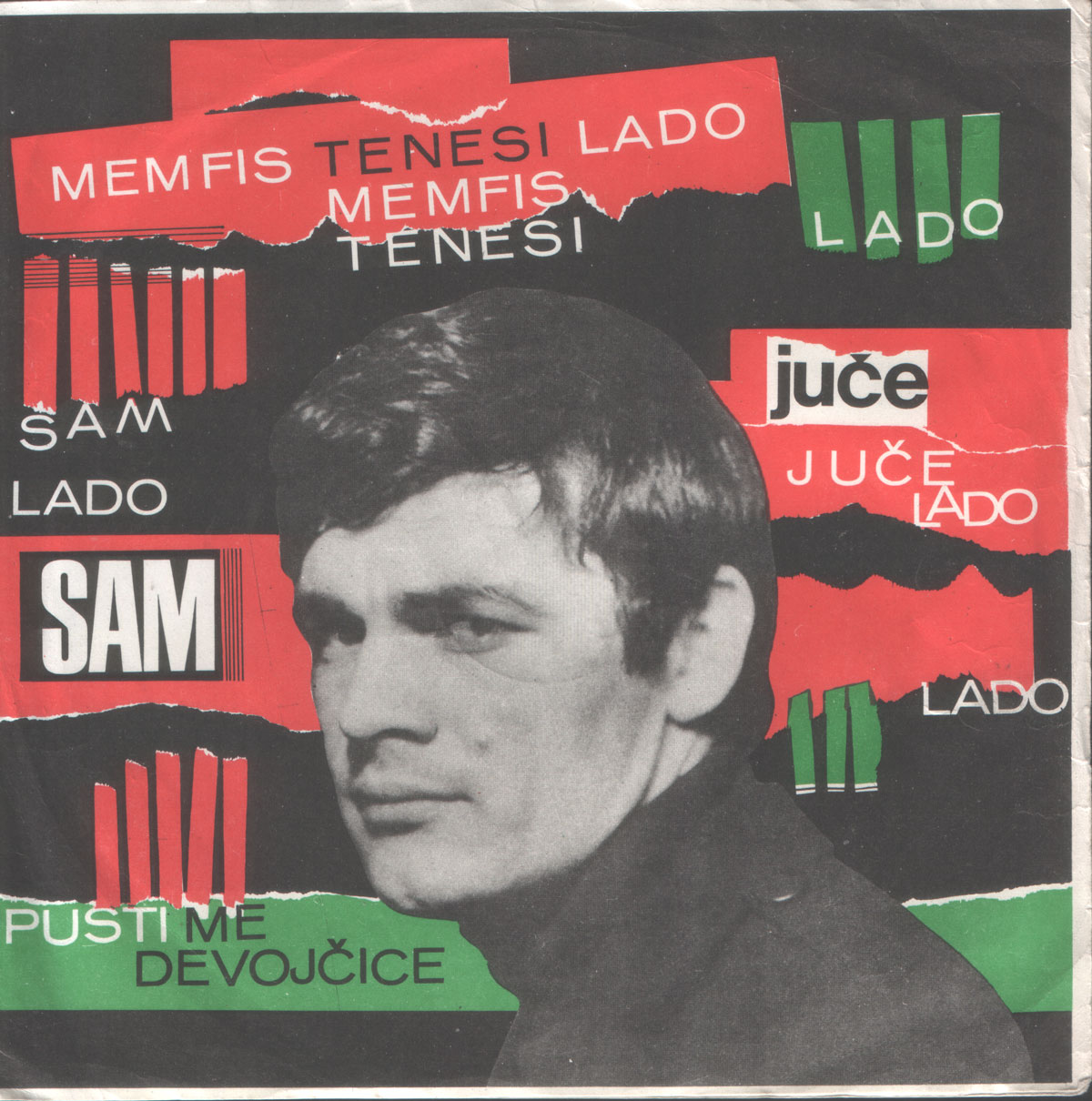
Memfis Tenesi (1966)
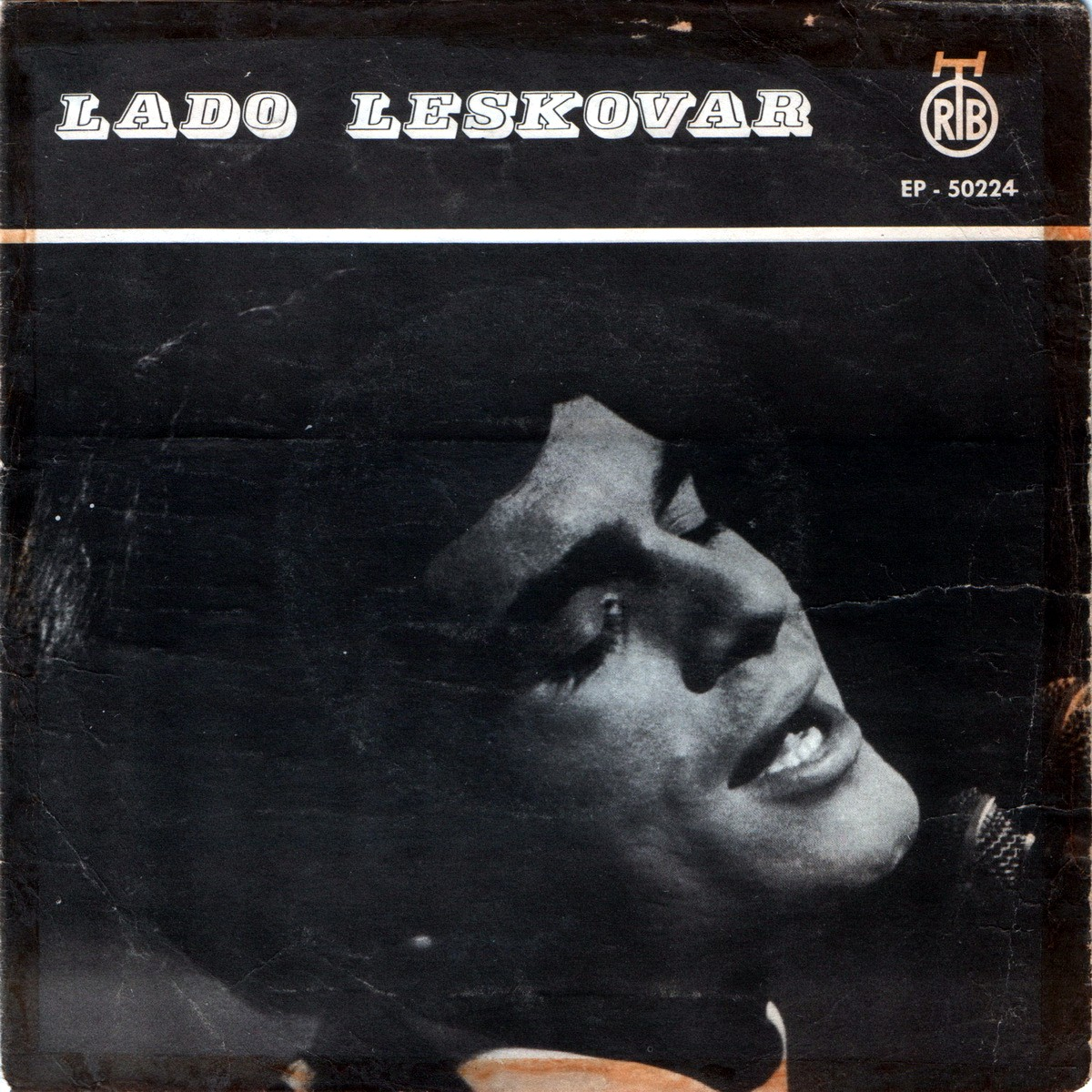
Vse rože sveta (1967)
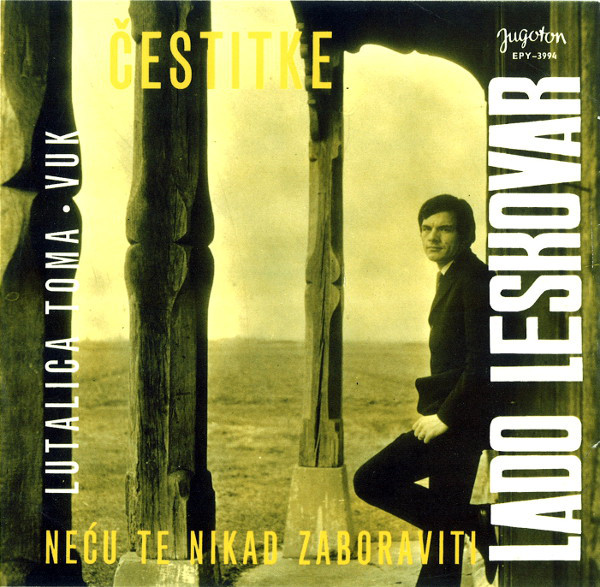
Čestitke (1968)
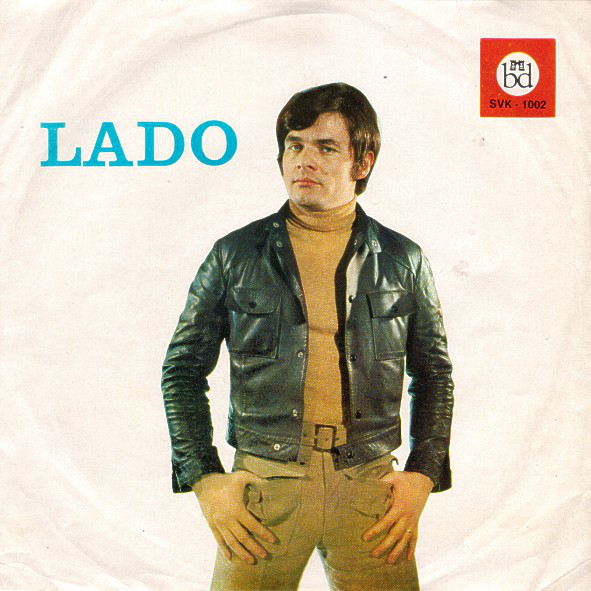
Hej brigade (1969)